# Bujwałowe
Bujwałowe (ukr. Буйвалове) – wieś na Ukrainie, w obwodzie sumskim, w rejonie konotopskim. W 2001 liczyła 464 mieszkańców, spośród których 458 posługiwało się językiem ukraińskim, a 6 rosyjskim.